# Synchlora avidaria
Synchlora avidaria là một loài bướm đêm trong họ Geometridae.